# Finlands økonomi
Finlands økonomi er en højt industrialiseret blandet økonomi med en per capita-produktion der er sammenlignelig med vesteuropæiske ekonomier som Frankrig, Tyskland og Storbritannien. Den største sektor i Finland er servicesektoren med 72,2% efterfulgt af produktion og raffinering på 31,4 procent. Primærerhverv er på blot 2,9 procent.
International handel er en vigtig økonomisk sektor i fremstillingsindustrien. De største industrier er elektronik (21,6 %), maskiner, køretøjer og andre konstruerede metalprodukter (21,1%), skovindustri (13,1%) og kemikalier (10,9%). Finland har tømmer og adskillige mineral- og ferskvandsressourcer. Skovbrug, papirfabrikker og landbrugsektoren (hvor skatteborgere bruger €2 mia. årligt) er politiske følsomme områder for personer på landet. Hovedstadsregionen genererer omkring en tredjedel af BNP.
I en sammenligning af OECD i 2004 blandt hightech fremstilling i Finland blev landet rangeret som den næstestørste i verden efter Irland. Investeringer i landet var dog under det forventede niveau. Det overordnede kortsigtede udsigt for landet var god og væksten i BNP har været over mange andre lande i EU. Finland har den fjerdestørste vidensøkonomi i Europa efter Sverige, Danmark og Storbritannien. Finlands økonomi toppede rangeringen Global Information Technology 2014 som World Economic Forum udgav om produktionen fra erhvervssektoren, uddannelse og statsstøttet informationsteknologi og kommunikation.
Finland har en højt integreret global økonomi og international handel repræsenterer en tredjedel af BNP. Handel med EU står for 60% af landets samlede handel. De største handelspartnere er Tyskland, Rusland, Sverige, Storbritannien, USA, Holland og Kina. Handelspolitikken bliver styret af EU, hvor Finland traditionelt har været blandt de frie støtter, bortset fra for landbrug. Finland er det eneste af de nordiske lande, der er en del af Eurozonen; Danmark og Sverige har bibeholdt deres traditionelle valutaer, mens Island og Norge ikke er medlemmer af EU.